# 5 000 mètres masculin aux championnats du monde d'athlétisme 1991
Navigation
Rome 1987 Stuttgart 1993
L'épreuve du 5 000 mètres masculin des championnats du monde d'athlétisme 1991 s'est déroulée les 30 août et 1er septembre 1991 dans le Stade olympique national de Tokyo, au Japon. Elle est remportée par le Kényan Yobes Ondieki.

## Résultats

### Finale
| Rang               | Athlète          | Pays        | Temps          | Notes |
| ------------------ | ---------------- | ----------- | -------------- | ----- |
| Médaille d'or      | Yobes Ondieki    | Kenya       | 13 min 14 s 45 | CR    |
| Médaille d'argent  | Fita Bayisa      | Éthiopie    | 13 min 16 s 64 |       |
| Médaille de bronze | Brahim Boutayeb  | Maroc       | 13 min 22 s 70 |       |
| 4                  | Dieter Baumann   | Allemagne   | 13 min 28 s 67 |       |
| 5                  | Domingos Castro  | Portugal    | 13 min 28 s 88 |       |
| 6                  | Khalid Skah      | Maroc       | 13 min 32 s 90 |       |
| 7                  | Risto Ulmala     | Finlande    | 13 min 33 s 46 |       |
| 8                  | Dionísio Castro  | Portugal    | 13 min 35 s 39 |       |
| 9                  | Robert Denmark   | Royaume-Uni | 13 min 36 s 24 |       |
| 10                 | Ibrahim Kinuthia | Kenya       | 13 min 38 s 96 |       |
| 11                 | Abel Antón       | Espagne     | 13 min 39 s 00 |       |
| 12                 | Bob Kennedy      | États-Unis  | 13 min 54 s 47 |       |
| 13                 | Gary Staines     | Royaume-Uni | 13 min 58 s 26 |       |
| 14                 | Doug Padilla     | États-Unis  | 14 min 36 s 18 |       |
| —                  | Stefano Mei      | Italie      | DNF            |       |

## Légende
Records et Performances
- AR : Record continental (area record)
- CR : Record des championnats (championship record)
- MR : Record du meeting (meet record)
- NR : Record national (national record)
- OR : Record olympique (olympic record)
- PR : Record paralympique (paralympic record)
- PB : Record personnel (personal best)
- SB : Meilleure performance personnelle de la saison (season's best)
- WL : Meilleure performance mondiale de l'année (world leader)
- WJR : Record du monde junior (world junior record)
- WR : Record du monde (world record)

Circonstances et Conditions
- DNF : N'a pas terminé (did not finish)
- DNS : N'a pas pris le départ (did not start)
- DQ : Disqualification (disqualification)
- NM : Aucun essai valable enregistré (No Mark)
- Q : Qualifié « directement » au prochain tour (ou à la prochaine compétition), lors d'une compétition majeure, grâce au classement ou à la réalisation des minima (automatic qualifier)
- q : Qualifié au prochain tour (ou à la prochaine compétition), lors d'une compétition majeure, grâce au repêchage ou à la réalisation de l'une des meilleures performances parmi celles des « non qualifiés directement » (grâce au meilleur temps ou à la meilleure distance par exemple) (secondary qualifier)